# (1508) Kemi
(1508) Kemi est un astéroïde de la ceinture principale aréocroiseur.

## Description
(1508) Kemi est un astéroïde aréocroiseur. Il présente une orbite caractérisée par un demi-grand axe de 2,77 UA, une excentricité de 0,42 et une inclinaison de 28,7° par rapport à l'écliptique.

## Compléments